# 세르게이 미로노프
세르게이 미하일로비치 미로노프(러시아어: Сергей Михайлович Миронов, 1953년 2월 14일 ~ )는 러시아의 정치인이다. 1994년 상트페테르부르크 주 의회에서 당선되어서 처음으로 정계 활동을 시작하였다.
2000년 6월, 상트페테르부르크 의회 부의장이 되었고, 2001년 12월부터는 연방평의회 의장이 되어, 2011년 5월 18일까지 의장직을 맡았다. 연방평의회 의장직을 수행하면서, 그는 독립국가연합 의회 총회장직도 겸직하였다.
2002년 6월, 미로노프는 러시아 생명당을 창당하였고, 그의 당이 조국당과 연금당과 함께 합당하여 공정 러시아를 창당하기 전까지 대표직을 맡았다.
2004년 미로노프는 러시아 대통령에 출마하게 된다. 그러나, 미로노프는 유권자들의 지지를 호소하기보다는 출마 선언문에서 '유세 기간 동안 푸틴 대통령을 곁에서 지키기 위해 대선에 나서게 됐다'라는 당선과는 거리가 먼 발언을 남발하였고, '크렘린의 꼭두각시'라는 조롱거리가 되었다.
공정 러시아 창당 이후 미로노프는 다시 대표직을 맡았고, 2011년 6월 14일부터는 당 대표직에서 물러나 원내대표 직을 수행하고 있다.
연방평의회 의장직에서 물러난 이후로는 반(反)푸틴 행보를 보이기도 하였으나, 그가 2004년 대선에 이어 2007년 총선에서 푸틴 정권을 옹호한 점과, 드미트리 메드베데프 정권 때 통합 러시아당과의 합당을 추진한 점 때문에, 그의 반(反)푸틴 행보는 푸틴의 권위주의에 염증을 느낀 유권자들을 끌어 모으려는 정치적 술수에 불과하다는 비판이 일기도 하였다.
2012년 러시아 대선에도 출마하였으나, 5명의 후보 중 최하위인 3%대의 득표율을 기록했다.
2014년 크림 위기 때 미국, 유럽 연합, 스위스, 캐나다 정부는 미로노프를 제재 리스트에 포함시켰다.

## 역대 선거 결과
| 선거명      | 직책명          | 대수 | 정당          | 득표율 | 득표수      | 결과 | 당락 |
| ----------- | --------------- | ---- | ------------- | ------ | ----------- | ---- | ---- |
| 2004년 선거 | 러시아의 대통령 | 2대  | 러시아 생명당 | 0.75%  | 524,324표   | 6위  | 낙선 |
| 2012년 선거 | 러시아의 대통령 | 4대  | 공정 러시아   | 3.85%  | 2,763,935표 | 5위  | 낙선 |